# Teen Spirit (desodorante)
Teen Spirit é um desodorante, originalmente vendido pela Mennen, depois pela Colgate-Palmolive (depois que a Colgate-Palmolive adquiriu a Mennen em 1992).

## História
O Teen Spirit foi lançado pela primeira vez pela Mennen no início de 1991, e com campanhas publicitárias pesadas, logo havia estabelecido um nicho de mercado com garotas adolescentes. As vendas foram impulsionadas pela banda grunge Nirvana, por causa da canção "Smells Like Teen Spirit", lançada em 1991, que detinha o nome do produto.
Quando Mennen foi adquirida pela Colgate-Palmolive em 1992, a marca Teen Spirit foi considerada o produto mais popular do gênero, e era a favorita de quase 1/4 de todas as adolescentes. Por causa de sua imensa popularidade, a Colgate-Palmolive planejou começar uma nova linha cuidados com os cabelos com o nome Teen Spirit. Os novos produtos capilares foram lançados em agosto e vendidos bem, como esperado.
O nome Teen Spirit começou a perder sua participação no mercado, assim como a música com o mesmo nome começou a cair no "esquecimento".
Em pouco tempo, a empresa foi forçada a abandonar a linha de cuidados com os cabelos, mas manteve os desodorantes. Hoje, tudo o que resta da franquia Teen Spirit é "Teen-Spirit Stick". O Teen Spirit Stick agora é oferecido apenas em duas fragrâncias, Pink Crush e Sweet Strawberry. Está disponível nos tamanhos 1,4 ou 2,3 em 40 gramas (40 ou 69 gramas).

## Perfumes
- Pink Crush
- Sweet Strawberry[5]

### Perfumes descontinuados
- - Berry Blossom
  - Pop Star
  - Baby Powder Soft
  - Romantic Rose
  - California Breeze
  - Ocean Surf
  - Caribbean Cool
  - Orchard Blossom